# Ronco all'Adige
Bardolino és un comune (municipi) de la província de Verona, a la regió italiana del Vèneto, situat a uns 90 quilòmetres a l'oest de Venècia i a uns 25 quilòmetres al sud-est de Verona.
A 1 de gener de 2020 la seva població era de 5.956 habitants.
Bardolino limita amb els següents municipis: Albaredo d'Adige, Belfiore, Isola Rizza, Oppeano, Palù, Roverchiara i Zevio.